# Bataille aérienne d'Ofira
Guerre du Kippour
Batailles
- Opération Badr (1973)
- Bataille aérienne d'Ofira
- Première bataille du Mont Hermon
- Bataille de Lattaquié
- Deuxième bataille du Mont Hermon
- Bataille de Damiette (1973)
- Bataille aérienne d'El Mansoura
- Troisième bataille du Mont Hermon

La bataille aérienne d'Ofira est l'une des batailles aériennes de la guerre du Kippour. Elle a lieu le 6 octobre 1973 près de la base Ophir à Charm el-Cheikh, à la pointe sud de la péninsule du Sinaï, et oppose la force aérienne israélienne et des avions égyptiens. Les forces israéliennes étaient composées de deux Phantom et, selon les pilotes de Tsahal, la flotte égyptienne était forte de vingt MiG-17 et de leurs huit accompagnateurs MiG-21 qui étaient en route pour attaquer les positions israéliennes dans la région.
À 13 h 50, les sirènes israéliennes ont retenti à la suite de l'approche d'avions repérés sur le radar. Sans attendre l'ordre de décollage, les Phantom israéliens décollent, avant même que la piste principale ne soit bombardée.
Au terme d'une brève bataille de six minutes, sept MiG égyptiens sont confirmés comme ayant été abattus. Les Phantoms israéliens atterrissent à leur base sur une piste parallèle.

## Sources et références
- (en) Shlomo Aloni, Arab-Israeli air wars 1947-82, Oxford, Osprey Aviation, coll. « Osprey combat aircraft » (no 23), 2001, 96 p. (ISBN 978-1-84176-294-4).
- (en) Eliezer Cohen, The Sky is not the Limit: The Story of The Israeli Air Force. Tel-Aviv: Sifriyat Maariv. (Hebrew) English: (en) Eliezer Cohen (trad. Jonathan Cordis), Israel's best defence : the first full story of the Israeli air force, Shrewsbury, Airlife, 1994, 504 p. (ISBN 978-1-85310-484-8).
- (en) Lon O. Nordeen et David Nicolle, Phoenix over the Nile : a history of Egyptian air power, 1932-1994, Washington, DC, Smithsonian Institution Press, 1996, 413 p. (ISBN 978-1-56098-626-3), p. 239.
- (en) Kenneth M. Pollack, Arabs at war : military effectiveness, 1948-1991, Lincoln, University of Nebraska Press, coll. « Studies in war / society and the military », 2004, 717 p. (ISBN 978-0-8032-8783-9, lire en ligne).
- (en) Ehud Yonay, No margin for error : the making of the Israeli Air Force, New York, NY, Pantheon Books, 1993, 1re éd., 426 p. (ISBN 978-0-679-41563-3).